# Apple Daily

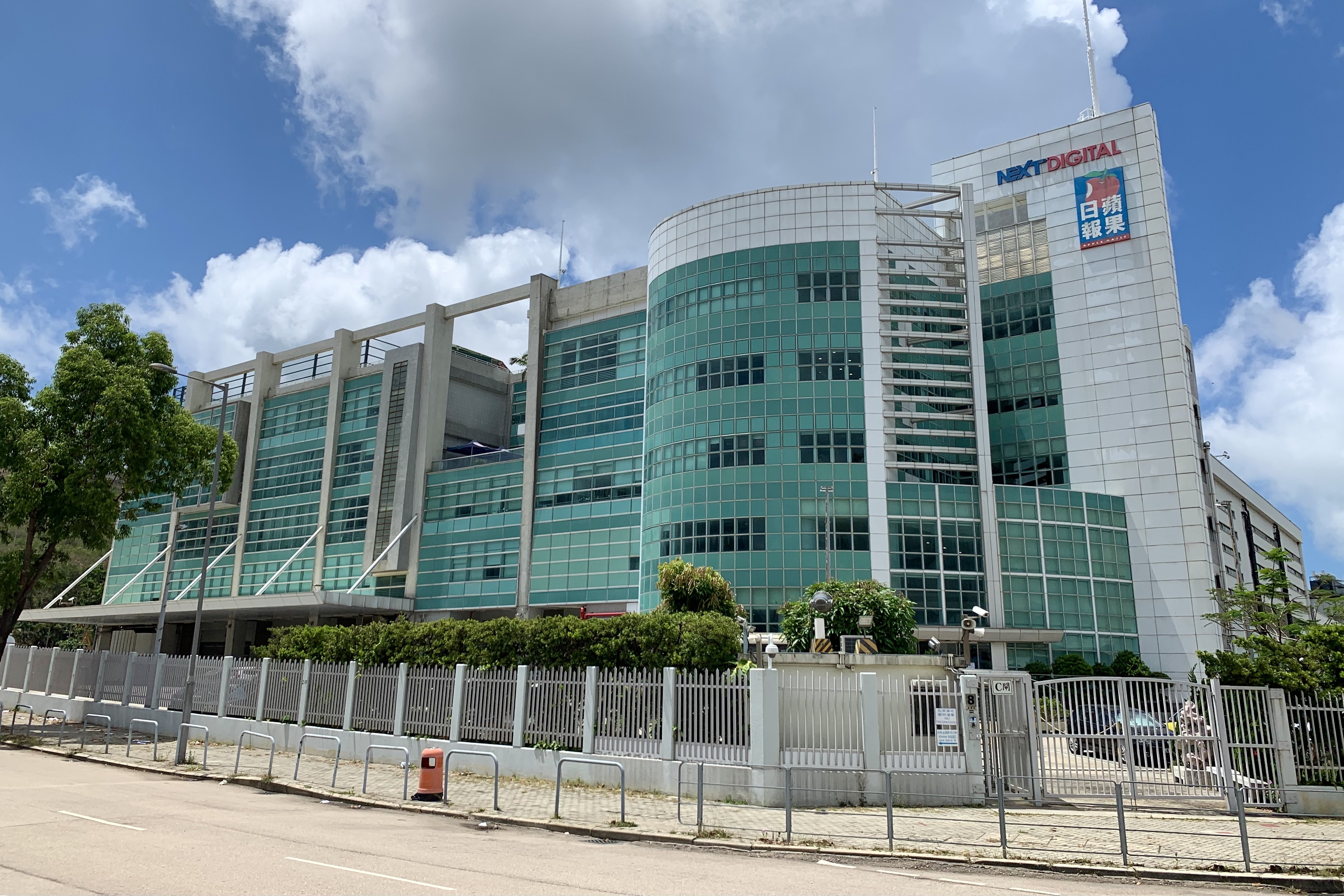
Siedziba główna „Apple Daily”, maj 2021

Apple Daily (chiń. 蘋果日報) – gazeta z Hongkongu założona w 1995 roku przez Jimmy’ego Laia, wydawana przez Next Digital. Czasopismo ukazywało się w języku chińskim (w wersji drukowanej i cyfrowej) oraz w języku angielskim (tylko wersja cyfrowa). Przeciętny nakład wynosił ok. 80 tys.
W ankiecie przeprowadzonej przez Reuters Institute w styczniu 2019 r. „Apple Daily” wraz ze swoją stroną internetową były drugim pod względem popularności środkiem masowego przekazu tworzonym przez zawodowych dziennikarzy w Hongkongu.
Linia redakcyjna „Apple Daily” jest uważana za sprzyjającą hongkońskiemu obozowi prodemokratycznemu i krytyczną wobec rządu chińskiego.  W grudniu 2020 r. jej założyciel, Jimmy Lai, otrzymał nagrodę „Freedom of Press Award” przyznaną przez Reporterów bez Granic (RSF) za rolę w założeniu Apple Daily, prodemokratycznego serwisu informacyjnego, który „wciąż ośmiela się otwarcie krytykować chiński reżim i który szeroko omawiał zeszłoroczne protesty prodemokratyczne”.
Na skutek popierania prodemokratycznej opozycji i równoczesnej krytyki władz komunistycznych gazeta była przez wiele lat szykanowana przez reżim chiński. Po uchwaleniu kontrowersyjnej ustawy o bezpieczeństwie narodowym w Hongkongu, 10 sierpnia 2020 r. aresztowano m.in. założyciela „Apple Daily”, Jimmy’ego Laia, a siedziba główna gazety i powiązanych redakcji stała się celem nalotu policji (tzw. nalot na Next Digital), powszechnie potępianego w mediach międzynarodowych i przez organizacje obrony wolności praw człowieka i słowa (m.in. Amnesty International). Kolejny nalot policyjny na siedzibę „Apple Daily” miał miejsce 17 czerwca 2021 r., zamrożono wtedy też konta wydawcy, co grozi zamknięciem czasopisma z powodu natychmiastowej niewypłacalności. Władze chińskie oskarżają gazetę m.in. o „zmowę z obcymi siłami”. Naloty zostały skrytykowane przez przedstawicieli USA, Wielkiej Brytanii i Unii Europejskiej. Miesiąc wcześniej Jimmy Lai, w grudniu 2020 r. skazany na cztery miesiące więzienia, został skazany na kolejne czternaście, m.in. za „organizowanie nielegalnych protestów”.
23 czerwca gazeta ogłosiła, że z powodu braku środków finansowych i dla „bezpieczeństwa swoich pracowników” kończy działalność, a wydanie 24 czerwca będzie jej ostatnim; ten ostatni numer sprzedał się w rekordowym dla gazety nakładzie ok. miliona egzemplarzy. Zaprzestała też działalność internetowa strona gazety, ale jej treść została zarchiwizowana w Internecie przez aktywistów.
Wkrótce po zamknięciu gazety, dwóch dziennikarzy gazety zostało aresztowanych, pod zarzutem współpracy z obcymi agentami i naruszenia bezpieczeństwa narodowego.
Zamknięcie gazety, jako uderzające w wolność słowa, skrytykowali m.in. prezydent USA Joe Biden i Parlament Europejski.
W grudniu 2021 roku Jimmy Lai oraz redakcja newsroomu „Apple Daily” zostali laureatami Złotego Pióra Wolności.